# Fatima Al Qadiri
Fatima Al-Qadiri est une plasticienne, compositrice et productrice de musique électronique koweïtienne née en 1981 à Dakar au Sénégal.
Révélée en 2016 à la sortie de son second album Brute, elle a signé en 2019 la bande originale du film Atlantique, réalisé par Mati Diop.
Fatima Al-Qadiri est membre du collectif de DJs Future Brown.

## Biographie

### Jeunesse
Fatima Al-Qadiri est née en juillet 1981 à Dakar au Sénégal. Sa mère est la plasticienne Thuraya Al-Baqsami et son père, Mohammed Al Qadiri est diplomate. Deux ans plus tard, après la naissance de sa sœur, Monira Al Qadiri, la famille quitte l'Afrique de l'Ouest pour retourner au Koweït d'où elle est originaire.
Fatima Al-Qadiri y reste jusqu'à l'âge de 17 ans puis part étudier à New York aux États-Unis.

### Carrière solo
Fatima Al Qadiri sort son premier album en fin d’année 2011.
Le magazine Pitchfork le classe parmi les 200 meilleurs albums de la décennie.
En 2019, elle signe sa première bande originale de film avec Atlantique, réalisé par Mati Diop.

### Future Brown
Au début des années 2010, Fatima Al-Qadiri fonde le collectif Future Brown avec Asma Maroof et Daniel Pineda du duo électro Nguzunguzu et J-Cush. En septembre 2014, les quatre DJs annoncent leur signature chez Warp Records avec la sortie du EP Wanna Party / World's Mine. Leur premier album Future Brown sort six mois plus tard, en février 2015. Sur chaque morceau, le quatuor invite un artiste différent au micro comme Kelela, Tink, Timberlee ou la rappeuse Shawnna,.

### GCC
Fatima Al-Qadiri est également membre du collectif GCC, constitué d'artistes originaires de la région du Golfe Persique. Le nom fait référence au Conseil de coopération du Golfe, consortium économique regroupant six monarchies arabes et musulmanes. Leur travail est présenté au MOMO PS1 au printemps 2014 lors de l'exposition GCC : Achievements in Retrospective.

## Discographie

### Albums studio
- 2014 : Asiatisch (Hyperdub)
- 2016 : Brute (Hyperdub)
- 2021 : Medieval Femme (Hyperdub)

### EPs
- 2011 : Warn-U (Tri Angle)
- 2011 : Genre-Specific Xperience (UNO)
- 2012 : GSX Remixes (UNO)
- 2012 : Desert Strike (Fade to Mind)
- 2017 : Shaneera (Hyperdub)
- 2023 : Gumar (Hyperdub)

### Bande originale
- 2019 : Atlantique (Milan Music)
- 2022 : La abuela (Quartet Records)